# Власьєво
Вла́сьєво (рос. Власьево) — село у складі Ніколаєвського району Хабаровського краю, Росія. Знаходиться у міжселенній території Ніколаєвського району.

## Населення
Населення — 18 осіб (2010; 40 у 2002).
Національний склад (станом на 2002 рік):
- росіяни — 57 %
- нівхи — 27 %